# Tuc de Saslòsses
El Tuc de Saslòsses és una muntanya de 2.530 metres que es troba al municipi de Naut Aran, a la comarca de la Vall d'Aran. Està ubicat dintre de la zona perifèrica del Parc Nacional d'Aigüestortes i Estany de Sant Maurici.
Està situada a la carena que separa el Circ del Montardo dels estanys de Ribereta.